# Grèzes (Lozère)
Grèzes (okcitán nyelven Grèsas) község Franciaország déli részén, Lozère megyében. 2011-ben 207 lakosa volt.

## Fekvése
Gabrias a Jordane völgye felett fekszik, a Truc de Grèzes (1008 m) mészkőhegy déli oldalán, 860 méteres (a községterület 709-1032 méteres) tengerszint feletti magasságban, Marvejols-tól 11 km-re délkeletre.
Nyugatról Palhers, északról Montrodat, keletről Gabrias, délről pedig Chanac és Esclanèdes községekkel határos.
A községet érinti a Marvejols-t Mende-dal (22 km) összekötő N108-as főút.
A községhez tartozik La Serre, Boudoux és Chausserans.

## Története
A település a történelmi Gévaudan tartományban fekszik. A Truc de Grèzes-en az ókorban a gallok gabal törzsének temploma állt, a hegy lábánál pedig megerősített település alakult ki. A római hódítás után várossá alakult Gredone néven, mely Aquitánia provinciához tartozott. A 3. század végén az alemannok Chrocus vezetésével két éven át ostromolták Gredonet, de nem tudták elfoglalni. A 9. században Nagy Károly Gévaudant (Gabalitanus pagus) 7 vigerie-re (későbbi nevén vicomté) osztotta, ezek egyikének székhelye Grèzes lett. Szent Frézal ekkoriban gyakran kereste fel a várost, a Truc de Grèzes ezért sokáig a Montagne Saint-Frézal nevet viselte; Grèzes-ben napjainkig megtartják a szent ünnepét (szeptember 4-én).
A középkorban vár épült (998-ban említik először) amelyet 1632-ben Richelieu bíboros romboltatott le. 1569-ben Grèzes-t is elfoglalta és felgyújtotta a hugenotta hadvezér, Mathieu Merle. Éveken át Grèzes várából indította hadjáratait a katolikus seregek ellen.

## Demográfia
| Év   | Lakosság |
| ---- | -------- |
| 1793 | 390      |
| 1851 | 443      |
| 1876 | 445      |
| 1901 | 405      |
| 1936 | 301      |

| Év   | Lakosság |
| ---- | -------- |
| 1946 | 290      |
| 1954 | 192      |
| 1962 | 444      |
| 1968 | 170      |

| Év   | Lakosság |
| ---- | -------- |
| 1975 | 193      |
| 1982 | 183      |
| 1990 | 235      |
| 1999 | 245      |
| 2010 | 225      |

## Nevezetességei
- Grèzes vára a 17. században épült a régi vár helyén, ma romos állapotban van.
- Saint-Frézal templom - a 12-14. században épült román-gótikus stílusban, 1424-ben a marvejols-i káptalan birtoka lett.[2]
- A faluban egy 17. századi kúria található.
- Dolmenek - Vayrac- és Charnios-dolmen
- Grotte des Blanquets
- Régi kőkút és kemence

## Kapcsolódó szócikk
- Lozère megye községei